# Menedémosz
Menedémosz (Kr. e. 3. század) görög filozófus
A cinikus filozófia követője, Diogenész Laertiosz szerint az epikureus Kolotész tanítványa volt. Előadásain egy fúria álarcát magára öltve jelent meg, hogy cinikus intelmeivel a hallgatóságra komolyabb hatást tegyen. 